# Mohr Mihály

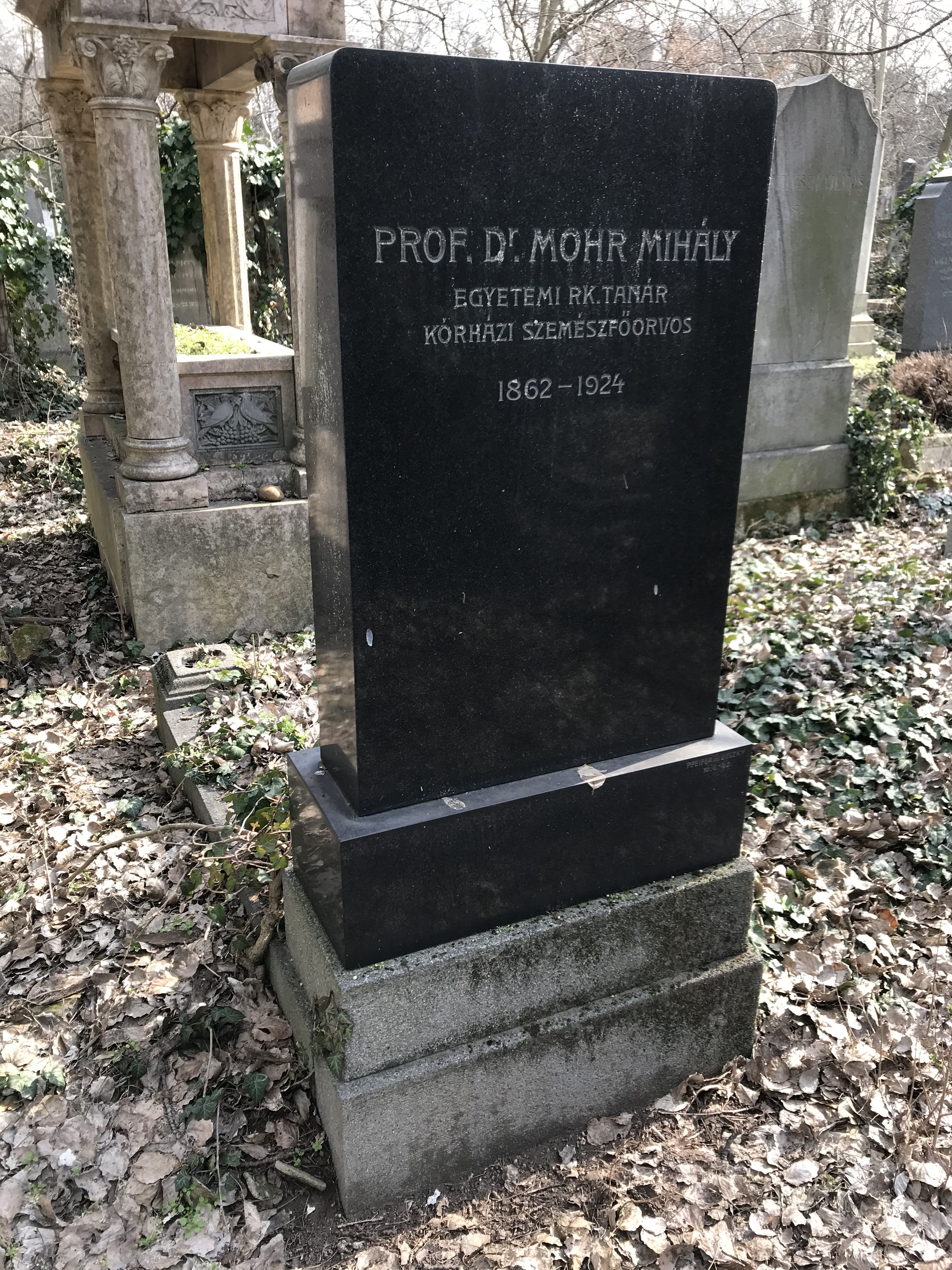
Sírja a Kozma utcai izraelita temetőben (10A-6-40)

Mohr Mihály, Süs Mihály (Szarvas, 1861. október 14. – Budapest, Terézváros, 1924. január 1.) orvosdoktor, kórházi szemész főorvos, egyetemi magántanár.

## Életútja
Születési anyakönyvi bejegyzése szerint Süsz Salamon vendéglős (más forrás szerint Mohr Gábor kereskedő) és Weinberger Terézia fia. A gimnázium hat osztályát Szentesen, a hetediket és a nyolcadikat Budapesten az V. kerületi királyi katolikus főgimnáziumban végezte, ahol 1881-ben érettségi vizsgát tett. Orvosi tanulmányait Budapesten végezte és 1887. június 15-én avatták orvosdoktorrá. Előbb a Szent Rókus Kórház Siklósy Károly főorvos vezetése alatt álló szembetegosztályán, majd a Pesti Izraelita Hitközség kórházának sebészeti és szembetegosztályán működött Báron Jónás és Szily Adolf mellett. 1891-ben hagyta el a kórházat. 1894-ben az általános munkás-betegsegélyző pénztár kórházának, 1897-től pedig a Pesti Izraelita Hitközség Bródy Adél gyermekkórházának szemészfőorvosa volt. Kizárólag szemész orvosi gyakorlattal foglalkozott. 1903-ban a Budapesti Tudományegyetem orvosi karán magántanárrá képesítették a gyermekek szembetegségeinek kór- és gyógytanából. Érdemes tevékenységet fejtett ki orvostársadalmi téren is, mint a Budapesti Orvosi Kör titkára és a Budapesti Gyakorló Orvosok Egyesületének alelnöke. Halált szívszélhűdés okozta.

## Magánélete
1892. október 16-án Budapesten feleségül vette a nála 12 évvel fiatalabb Fuchs (Schőn) Franciskát.

## Írásai
Cikkei a Gyógyászatban (1888. Szemészeti közlemények, 1889. Lencserövidlátóság esete, 1891. Az egyszerű, iridectomia nélküli hályogkivonásról, 1894. Szemhéjplastica esete, németül 1897. a Wiener klinische Rundschauban, 1896. Cocainbecseppentéssel előidézett anaesthesia elégséges az enucleatio bulbi végzésére és 1898. a Wiener klinische Rundschauban, Szembántalmak összefüggése bőrbajokkal és 1898. a Wiener klinische Rundschauban, A munkások szemsérülései azok megelőzése és a baleset ellen való biztosítás, Szily Adolffal együtt, németül 1896. a Pester med.-chir. Presseben, 1897. Siderosis corneae partialis és a Pester med.-chirurg. Presseben, 1898. A szemészet haladása, 1898. A szemhéj elsődleges bujakóros fekélye, és a Pester med.-chir. Presseben, 1899. Szemoperálások előkészítése és az operáltak utókezelése gyermekeknél, és a Pester med.-chir. Presseben, Influenzával összefüggő szembántalmak, és 1900, a Wiener kl. Rschauban, 1901. Az ujszülöttek szemgyuladásának megelőzése és a Pester med.-chir. Presseben, A jodoformmérgezésről, különös tekintettel a szemen jelentkező tünetekre és 1902. az Archiv f. Augenheilkundeban, Közlések a szemorvosi praxisból és a Pester med.-chirurg. Presseben); a Klinikai Füzetekben (1894. Az árnyékpróba); a Szemészetben (1896. Keratosis conjunctivae, Schein Mórral, és az Archiv für Augenheilkundeban XXXIX., 1899. A Sachsféle idiotia amaurotica familiaris és az Archiv f. Augenheilkundeban XLI., angolul az Archives of ophthalmologyban XXIX.), a Pester medizinische-chirurgische Pressében (1897. Beitrag zur Frage des Lichen ruber acuminatus, Török Lajossal); az Orvosi Hetilapban (1898. Válasz Fejér Gyulának).

## Munkája
- A gyermek szemének ápolása (Budapest, 1895)